# Penicillium candida
Penicillium candida, en mögelsvamp i släktet Penicillium. Den används vid tillverkning av Brie- och Camembertostar.